# アルキアン＝アレン効果
アルキアン＝アレン効果（あるきあん＝あれんこうか、英：The Alchian–Allen effect）は、財の輸送費用も価格に反映されるとき、遠隔地に輸送された高価な財がより多く消費されるようになる現象のこと。高価な財では輸送費用が価格に占める割合が小さくなることから生じる。1964年にアルメン・アルキアン とウィリアム・アレンによって『大学経済学（University Economics）』（現在では『交換と生産』（Exchange and Production）と改題されている）の中で提唱された。アルキャン＝アレン効果と表記されることもある。

## 概要
例えば、500グラムあたり3ドルの高品質のコーヒーと500グラムあたり1.5ドルの低品質のコーヒーがあるとする。このとき、高品質のコーヒーの価格は低品質のコーヒーの価格の2倍である。500グラムあたりの国際的な輸送費用が1ドルであるとする。輸送費を加味した価格はそれぞれ4ドル、2.5ドルとなる。このとき、高品質のコーヒーの価格は低品質のコーヒーの価格の1.6倍でしかなくなる。輸送費を加味すると「高品質なコーヒー」の「低品質なコーヒー」に対する相対価格が小さくなるので、輸入国市場では国内市場に比べてより多くの高品質なコーヒーが消費されることになる。
この概念は違法薬物の分野にも応用され、例えば取引される麻薬の質は麻薬禁止法の執行が厳しければ厳しいほど上昇することが知られている。同様の効果がアメリカの禁酒法の文脈でも観察されている。このような効果を鉄の禁止法と呼ぶ。
また、オーストラリア人はカリフォルニアの人よりも高品質なカリフォルニア産のワインを飲み、カリフォルニアの人はオーストラリア人よりも高品質なオーストラリア産のワインと飲むという現象もアルキアン＝アレン効果から説明できる。国際的な輸送費用の存在が、「遠隔地で生産された高品質ワイン」の「同地域で生産された低品質ワイン」に対する相対価格を下げるからである。

## 別名
アルキアン＝アレン効果は、トーマス・ボーチャディングに因んで「良質リンゴ定理」（“shipping the good apples out”）や「ワシントン・アップル効果」、あるいは「第3の需要の法則」などと呼ばれることもある。

## 近年の学術研究
- 米国の2005年の品目別貿易データからも、遠隔地まで輸出されている財の価格は高いことが観察されており、アルキアン＝アレン効果と整合的である[8]。
- 国際的な取引だけでなく国内の取引でも輸送コストは発生するため同様の効果が観察されることが予想できる。実際、日本の農産品の生産地と販売地における価格のデータからアルキアン＝アレン効果が観察されている[2]。